# Ортман, Ирина Викторовна
Ири́на Ви́кторовна Ортман (род. 22 июля 1978, Семипалатинск) — российская эстрадная певица, телеведущая, солистка группы «Тутси». С 2010 года — сольная исполнительница.

## Биография
Ирина Ортман (по национальности — немка) родилась 22 июля 1978 года в Семипалатинске в семье музыканта. Детство провела на Алтае. Поёт с четырёх лет. В детстве побеждала на многих региональных и всероссийских конкурсах молодых исполнителей. Первый альбом Ортман «Хочу быть звездой» был записан на музыкальной студии отца. Некоторые песни были написаны Ортман лично (одна из них «Где-то там» исполнялась артисткой во время гастрольного тура «Фабрики звёзд-3» и выходила на музыкальных сборниках России). Затем обучалась в Барнаульском музыкальном училище, Московском колледже искусств. В 1997 году переехала в Москву. Позже работала в театре эстрадной песни Рената Ибрагимова, на бэк-вокале в группе «Белый орёл», и в коллективах Александра Малинина и Александра Буйнова, пробовалась на роль в мюзикле «Дракула». В 1999 году участвовала в кастинге в группу «Блестящие». В 2003 году выступила в полуфинале конкурса «Новая волна» в Юрмале. В том же году Ортман стала финалисткой телепроекта «Фабрика звёзд−3».
В 2004 году Ортман стала участницей женской поп-группы «Тутси», в состав которой, помимо неё, вошли Леся Ярославская, Настя Крайнова и Маша Вебер. Группа при участии Ортман записала несколько хитов, было выпущено два альбома — «Самый-самый» и «Капучино».
В 2005 году Ортман окончила музыкальный факультет Института современного искусства по специальности «Музыкальное искусство эстрады. Эстрадно-джазовое пение».
С 2010 года Ортман выступает как сольная исполнительница.
В 2010 году сюжет об Ортман попал в документальный фильм «Соседи».
В 2012 году приняла участие в съёмках 3 сезона экстремального телешоу «Жестокие игры» на Первом канале. Позже выступала за сборную России в другом проекте Первого канала «Большие гонки» во Франции.
В 2012 году Ортман принимала участие в записи молодёжного гимна города Барнаула и съёмках клипа на него.
В марте 2013 года Ортман выпустила трек под названием «Ира». 5 апреля того же года в эфир телеканала СТС вышел сериал «Ангел или демон», где Ортман сыграла одну из эпизодических ролей.
В начале 2014 года Ортман выступила в роли телеведущей проекта «Военное обозрение» на телеканале «Москва. Доверие». 5 мая того же года состоялся цифровой релиз дебютного сольного альбома «ПлаGиат», а 27 мая диск был выпущен на физических носителях. В пластинку вошли 14 композиций. Альбом получил смешанные отзывы критиков. Рита Скитер из агентства InterMedia высказала мнение, что многие треки, кроме композиции «Ира», не запоминаются: «Ортман нормально поёт, всё записано пристойно, мелодии вполне крепкие, но вот изюма не хватает. Кроме фанатов певицы, определить на слух, кто исполнительница этих песен (ну, кроме „Иры“), сможет только очень серьёзный специалист по отечественной поп-музыке (а это персонаж почти мифический)». Рецензентка также отметила, что от Ортман «мы вправе ждать уже более взрослых песен, а не сборника композиций про инфантильных танцующих девчоночек».
В феврале 2015 года Ирина Ортман представила композицию «Только твоя». В сентябре того же года певица выпустила клип на песню «Скучать», которую написал её отец — Виктор Ортман. Режиссёром видео выступил Георгий Волев. В июне 2016 года состоялась премьера песни «Сочинения любви», написанной Ильёй Гуровым. В сентябре 2017 года исполнительница представила сразу две песни: танцевальный трек «Держи меня» и лирическую композицию «За детей я Господа молю», запись которых проходила летом того же года в Германии. В декабре Ортман выпустила песню «Новогодняя».
26 апреля 2019 года Ортман выпустила второй сольный альбом «Только твоя». 25 октября того же года на лейбле «Первое музыкальное издательство» вышел сингл «Киев-Москва», автором которого выступил Алексей Романоф. В ноябре в Instagram солисток группы «Тутси» появилась информация о воссоединении и записи нового совместного сингла. 13 декабря на «Первом музыкальном издательстве» вышел сингл «Самый лучший мужчина» группы «Тутси».
19 января 2020 года Ирина выпустила видеоклип на композицию «Киев-Москва», снятый Георгием Волевым. В феврале того же года на телеканале «Россия 1» стартовал новый сезон вокального шоу «Ну-ка, все вместе!», в число экспертов которого во второй раз вошла Ирина Ортман. 20 февраля Ортман представила третий сольный альбом под названием «Лирика», в который вошли восемь композиций.
7 июня 2021 года Ортман выпустила сингл «Здравствуй, Счастье!», музыку к которому написал Алексей Романоф, а слова — Илья Гуров. 12 августа певица представила композицию «Хочу» (изначально выпущенную в 2018 году), автором которой стал Вадим Антонов. В ноябре Ортман стала ведущей кулинарного шоу «Время есть» на телеканале ОТВ.
3 февраля 2022 года Ирина Ортман и Михаил Гребенщиков выпустили видеоклип на песню «Может, что-то и было», которая была представлена публике осенью прошлого года.

## Личная жизнь
22 февраля 2008 года Ирина Ортман вышла замуж за бизнесмена Владимира Перевозчикова. Пара познакомилась в Нижнем Новгороде. В 2014 году супруги официально развелись.
Весной 2016 года вышла замуж за сотрудника спецслужб, Романа.

## Дискография
В репертуаре певицы, помимо собственных песен, есть песни известных композиторов и поэтов Ю. Эрикона, И. Резника, А. Шульгина, Р. Казаковой, Е. Муравьева, А. Лунёва, Ильи Гурова, Алексея Романоф и др.

### Сольные альбомы
- «ПлаGиат» (2014)
- «Только твоя» (2019)
- «Лирика» (2020)
- «Жена офицера» (2020)

### В составе группы «Тутси»
- «Самый-самый» (2005)
- «Капучино» (2007)

## Видео

### В составе группы «Тутси»
- Самый-самый (2004)
- Я люблю его (2005)
- Горький шоколад (feat.КГБ) (2005)
- Сама по себе (2006)
- Сто свечей (2006)
- Чашка капучино (2007)
- Пропади всё пропадом (2022)

### Сольно
- Что-то в тебе есть! (2010)
- Амурчики (2010)
- Медленно… (2011)
- Ира (2013)
- Навсегда! (2013, дуэт с Александром Киреевым[40])
- Скучать (2015)
- Киев — Москва (2020)
- Раскалённые угли (2020)
- Новогодняя (2020)
- Самый лучший парень (2021)